# The Man from Earth
The Man from Earth är en amerikansk science fiction-film från 2007.

## Handling
Filmen berättar historien om läraren John Oldman som efter ett tio år vid en fakultet vill gå vidare i livet. Under tiden han är upptagen med att flytta får han besök av några kollegor/vänner och en elev som vill ta avsked med honom.
Under samtalet avslöjar han sitt förflutna, ursprung och framförallt sin ålder: 14000 år.

## Skådespelare
- David Lee Smith som John Oldman
- Tony Todd som Dan
- John Billingsley som Harry
- Ellen Crawford som Edith
- Sandy Annika Peterson som Sandy
- William Katt som Art Jenkins
- Alexis Thorpe som Linda Murphy
- Richard Riehle som Dr Will Gruber
- Robbie Bryan som Polis